# 高翔 (明朝)
高翔，陕西行省奉元路同州朝邑縣（今陝西省大荔縣）人，明朝政治人物。
洪武年間，其以明經被錄為監察御史。建文年間，參與兵事。朱棣篡權后，問其名并召見。高翔穿喪服入見，并語出不遜。后被族殺，并掘其祖先墳冢，親戚朋友均被派往戍邊。并給所有姓高者增加賦稅，稱：“使世世代代的人都罵高翔。”